# Andrade El Idolo
Manuel Alfonso Andrade Oropeza (ur. 3 listopada 1989 w Gómez Palacio w Meksyku) – meksykański profesjonalny wrestler, obecnie występujący w federacji WWE pod pseudonimem ringowym Andrade. Andrade jest znany z występów w Consejo Mundial de Lucha Libre (CMLL) od 2007 do 2015, gdzie występował pod pseudonimem La Sombra (po angielsku „The Shadow”) oraz w AEW.
Andrade zadebiutował w profesjonalnym wrestlingu na miesiąc przed jego czternastymi urodzinami i początkowo występował jako Brillante Jr. W 2007 rozpoczął pracę dla CMLL jako La Sombra i wygrał turniej Torneo Gran Alternativa 2007, wygrał turniej Universal Championship 2011 i w jednym momencie był potrójnym mistrzem posiadając jednocześnie Mexican National Trios Championship, NWA World Historic Welterweight Championship i CMLL World Tag Team Championship. Występował również dla New Japan Pro-Wrestling, w którym raz zdobył IWGP Intercontinental Championship. Andrade był również jednym z założycieli grupy Los Ingobernables („The Ungovernables”), która zdobyła maski wrestlerów El Felino, Olímpico i Voladora Jr.'a. Andrade utracił swoją maskę na rzecz Atlantisa.

## Wczesne życie
Andrade urodził się 3 listopada 1989 w Gómez Palacio w stanie Durango w Meksyku. Jest synem Jose Andrade Salasa, który jest bardziej znany jako profesjonalny wrestler Brillante. Należy do trzeciego pokolenia rodziny Andrade, która praktykuje Lucha Libre. Jego dziadek Jose Andrade występował jako „El Moro”, zaś wujkowie jako Diamante/Moro III (Sergio Andrade), Zafiro/Pentagoncito (prawdziwe imię i nazwisko nieznane), Kevin (Juan Andrade), Espanto Jr./Pentagón (Jesus Andrade), Espiritu Magico (Juan Andrade) i jego jeden z kuzynów walczy obecnie pod pseudonimem Espanto Jr. Ze względu na przyzwyczajenie w lucha libre, że nie każdy wrestler ujawnia swoje imię i nazwisko istnieje szansa, że rodzeństwo lub kuzynostwo Andrade również jest wrestlerami. Jego ojciec, wujkowie i dziadek prowadzili lokalną federację i szkołę w Durango, do której uczestniczył Andrade. Zadebiutował w ringu 3 października 2003 na dzień przed czternastymi urodzinami. Na cześć swojego ojca walczył pod pseudonimem Brillante Jr.

## Kariera profesjonalnego wrestlera

### Wczesna kariera (2003–2007)
Andrade korzystał z pseudonimu ringowego „Brillante Jr.” od 2003 do początku 2007. W międzyczasie wziął udział w rywalizacji z jego wujkiem występującym jako „Zafio”, to doprowadziło do jego pierwszej walki w stypulacji Lucha de Apuestas, czyli walki z postawieniem czegoś na szali. Z powodu wygranej z Zafio zmusił go do ogolenia się na łyso. W 2006 wygrał kolejną walkę Lucha de Apuestas i zmusił wrestlera Camorrę do zdjęcia maski w środku ringu i ujawnienia imienia i nazwiska. W międzyczasie okazjonalnie występował jako zamaskowany „Guerrero Azteca” („Aztec Warrior”) i „Rey Azteca” („Aztec King”).

### Consejo Mundial de Lucha Libre

#### Técnico (2007–2014)

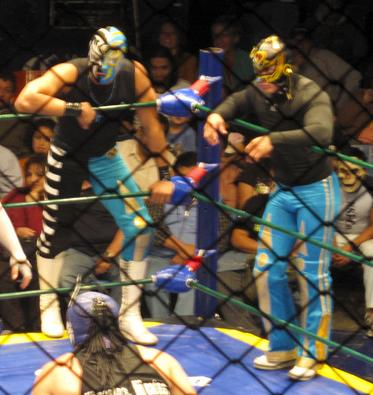
La Sombra (po lewej) i Volador Jr. (po prawej) podczas pojedynku.

Andrade podpisał w 2007 kontrakt z Consejo Mundial de Lucha Libre („World Wrestling Council”; CMLL) i rozpoczął treningi u boku trenera El Satánico. Zadebiutował w ringu CMLL 27 lutego występując jako „Brillante”. W czerwcu federacja zmieniła jego pseudonim na La Sombra („The Shadow”). CMLL w latach 80. i 90. przypisywała niektórym wrestlerom pseudonim La Sombra, jednakże nie promowało Almasa jako osobę spokrewnioną z poprzednimi wrestlerami.
W kilka miesięcy po debiucie został wypromowany przez federację. Wraz z największym face’em (w lucha libre jest to „técnico”) federacji, Místico, wziął udział w corocznym Torneo Gran Alternativa („Great Alternative Tournament”). La Sombra i Místico pokonali Heavy’ego Metala i Super Nova w pierwszej rundzie, Dr.'a Wagnera Jr.'a i Mascarę Purpurę w półfinale oraz Último Guerrero i Euforię w finale. Miesiąc później La Sombra podjął się współpracy z El Sagrado i Volador Jr.'em by pokonać Mr. Águilę, Damiána 666 i Halloween (znanych jako Los Perros del Mal), wskutek czego zdobyli Mexican National Trios Championship. 27 listopada 2007 La Sombra zdobył NWA World Welterweight Championship pokonując Hajime Oharę, dzięki czemu stał się najmłodszym posiadaczem tytułu w historii (zdobył w wieku 18 lat). W 2008 skutecznie bronił obu mistrzostw. 16 stycznia 2009 stał się posiadaczem trzeciego tytułu, kiedy to wraz z Voladorem Jr.'em pokonał Averno i Mephisto, zdobywając CMLL World Tag Team Championship. Mimo to dwa tygodnie później on, Volador i Sagrado stracili Mexican National Trios Championship na rzecz Sangre Azteci, Black Warriora i Dragón Rojo Jr.'a. 27 maja La Sobra utracił NWA World Welterweight Championship na rzecz Mephisto.
Na początku 2010 La Sombra rozpoczął scenariusz z El Felino. Podczas ich walki z 2 lutego 2010, Puma King, syn El Felino, pokazał się obok ringu w masce i stroju swojego ojca, co spowodowało odwrócenie uwagi sędziego i La Sombry. Felino wykorzystał sytuację i wykonał cios w krocze, po czym przypiął rywala. Dwójka zawalczyła w lighting matchu (do jednego przypięcia, 10-minutowy limit czasowy) podczas gali CMLL Super Viernes z 19 lutego, gdzie Puma King ponownie chciał pomóc ojcu, lecz tym razem sędzia zdyskwalifikował El Felino. La Sombra i El Felino kontynuowali rywalizację poprzez interweniowanie w walce Voladora Jr.'a z Místico. Ostatecznie Místico, Volador Jr., La Sombra i El Felino zawalczyli w czteroosobowej walce Lucha de Apuestas, co było walką wieczoru gali Homenaje a Dos Leyendas 2010. La Sombra i El Felino byli pierwszymi przypiętymi wrestlerami, wskutek czego zawalczyli singlowo ze sobą z maskami na szali. Sombra przypiął El Felino, tym samym zmuszając go do zdjęcia maski i ujawnienia imienia i nazwiska.
14 maja 2010 La Sombra wraz z Máscarą Doradą i La Máscarą pokonał posiadaczy CMLL World Trios Championship La Ola Amarilla (Hiroshiego Tanahashiego, Okumurę i Taichiego), dzięki czemu zdobyli miano pretendentów do tytułów tydzień później. W kolejnym starciu pokonali mistrzów i zdobyli tytuły mistrzowskie. 12 lipca podczas gali Promociones Gutiérrez 1st Anniversary Show, La Sombra wziął udział w dziesięcioosobowym starciu w parach, gdzie przegrany zespół miał być pozbawiony masek. La Sombra i Histeria pierwszy uciekli z walki i utrzymali maski przy sobie. Podczas gdy La Sombra wyruszył do Japonii by wziąć udział w turnieju Best of the Super Juniors 2010 (BOSJ), Volador Jr. zaczął ukazywać cechy antagonisty, lecz po powrocie La Sombry dwójka ponownie współpracowała w drużynie.

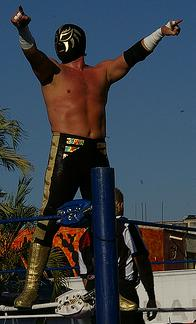
La Sombra pozujący na gali w 2010.

Sombra i Volador Jr. stracili CMLL World Tag Team Championship na rzecz Los Invasores (Mr. Águili i Héctora Garzi w dniu 23 lipca 2010. Tej samej nocy Volador Jr. ostatecznie stał się antagonistą, kiedy to zaatakował La Sombrę i rozerwał mu maskę, co doprowadziło do rywalizacji pomiędzy byłymi partnerami. Sombra wziął udział w turnieju Universal Championship 2010 i zakwalifikował się do finałów, kiedy to wygrał w „bloku A” pokonując Mephisto, El Texano Jr.'a i Último Guerrero. W finale Justin Thunder Liger z pomocą Okumury pokonał La Sombrę i zdobył puchar turniejowy. Podczas gali CMLL 77th Anniversary Show odbył się 14-osobowy Steel Cage Lucha de Apuestas mask vs. mask match, gdzie ostatni uczestnik starcia miał utracić maskę. Ostatnimi dwoma uczestnikami walki byli Olímpico i La Sombra, jednakże ten przypiął Olímpico i zmusił go do porzucenia maski.
13 marca 2011 La Sombra pokonał Mephisto i zdobył NWA World Historic Welterweight Championship. 15 lipca La Generación Dorada straciło CMLL World Trios Championship na rzecz Los Hijos del Averno (Averno, Ephesto i Mephisto). 2 września La Sombra wziął udział w turnieju Universal Championship 2011, gdzie w swoim „bloku” pokonał Mexican National Trios Championów Ángel de Oro i Diamante, a także posiadacza NWA World Historic Light Heavyweight Championship Reya Bucanero. 16 września pokonał Averno w finale turnieju i stał się 2011 Universal Championem. 13 lutego 2012 utracił NWA World Historic Welterweight Championship na rzecz Negro Casasa. 14 grudnia pokonał Tama Tongę i wygrał turniej La Copa Junior 2012.
15 lutego 2013 pokonał Voladora Jr.'a i wygrał turniej Reyes del Aire 2013. Ostatecznie doszło pomiędzy nimi do porozumienia wspólnie wzięli udział w turnieju Torneo Nacional de Parejas Increibles 2013, na trzy lata po odwróceniu się Voladora od Sombry. Pokonali Guerrero Mayę Jr.'a i Negro Casasa, La Máscarę i Averno, a także Shockera i Mr. Nieblę by zakwalifikować się do finału. 15 marca pokonali Atlantisa i Último Guerrero, tym samym wygrywając turniej Torneo Nacional de Parejas Increibles. Pomimo tego 17 lutego 2013, La Sombra, Marco Corleone i Místico II zawalczyli z Voladorem Jr.'em, Euforią i Último Guerrero. Podczas walki Volador Jr. zaatakował La Sombrę i sędziego, co spowodowało dyskwalifikację. 13 września podczas gali CMLL 80th Anniversary Show, La Sombra i Volador Jr. pokonali Atlantisa i Último Guerrero w Relevos Suicidas matchu, dzięki czemu mogli zawalczyć ze sobą w Lucha de Apuestas mask vs. mask matchu. La Sombra wygrał ze swoim rywalem i zmusił Voladora do porzucenia maski.

#### Los Ingobernables (2014–2015)
Walka wieczoru gali CMLL 80th Anniversay Show nie była dobrze przyjęta przez fanów, którzy chcieli zobaczyć walkę Atlantisa i Último Guerrero. Po walce fani zaczęli wspierać i dopingować Voladora Jr.'a, dzięki czemu federacja postanowiła przywrócić mu charakter protagonisty (tecnico). W rezultacie fani zaczęli buczeć na La Sombrę, co również spowodowało zmianę prezentowania go przez CMLL. La Sombra rozpoczął współpracę z Rushem i zaczął występować jako antagonista (rudo). 6 czerwca La Sombra pokonał Voladora Jr.,'a z pomocą Rusha i La Máscary, dzięki czemu zdobył NWA World Historic Welterweight Championship i obronił swój Historic Middleweight Championship. Sombra, Rush i La Máscara zostali nazwani Los Ingobernables („The Ungovernables”). 1 sierpnia podczas gali El Juicio Final utracił NWA World Historic Welterweight Championship z powrotem na rzecz Voladora Jr.'a. W sierpniu dotarł do finału turnieju Universal Championship 2014, lecz przegrał w nim z Último Guerrero. 1 maja 2015 wygrał turniej Reyes del Aire 2015 („Kings of the Air”).
21 lipca La Sombra i Rush brali udział w incydencie w Guadalajarze, gdzie zaatakowali fanów rzucających w ich stronę piwem. Następnego dnia komisja bokserska i wrestlingowa stanu Jalisco zawiesiła ich na trzy miesiące z występów w tym stanie. Z tego powodu, na trzy dni przed galą Super Viernes, CMLL zdecydowało się usunąć ich z gali bez podania oficjalnej przyczyny. W sierpniu Los ingobernables zaczęło rywalizację z Atlantisem, gdzie Sombra próbował atakować go i zdjąć mu maskę. 19 sierpnia 2015 CMLL ogłosiło, że podczas gali 82th Anniversary Show zawalczą ze sobą zwycięzcy walki wieczoru 80st Anniversary Show i 81st Anniversary Show, czyli La Sombra i Atlantis, tym razem w Lucha de Apuestas mask vs. mask matchu. 31 sierpnia Sombra utracił NWA World Historic Middleweight Championship na rzecz Último Guerrero, co skończyło jego dwuletnie panowanie. La Sombra przegrał Lucha de Apuestas match z Atlantisem, przez co musiał zdjąć maskę i ujawnić imię i nazwisko. W listopadzie zawalczył z Rushem, co było ostatnią walką Sombry w CMLL, po czym po walce duo celebrowało w ringu.

### New Japan Pro Wrestling (2010–2015)
W 2010 La Sombra został wybrany reprezentantem CMLL w turnieju Best of the Super Juniors XVII (BOSJ) prowadzonym przez New Japan ProWrestling (NJPW), który odbywał się od 30 maja do 16 czerwca 2010 w Japonii. 30 maja La Sombra zawalczył pierwszy raz w Japonii pokonując Tiger Maska. W ostatnim dniu turnieju pokonał Jushina Thunder Ligera, lecz z powodu uzyskania trzech wygranych i łącznie sześciu punktów nie dostał się do półfinału. W listopadzie 2010 La Sombra i Máscara Dorada wzięli udział w pięciodniowym turnieju Super J Tag League; po wygraniu dwóch i czterech walk w swoim „bloku” nie przedostali się do finałów.
La Sombra i Dorada powrócili do New Japan 4 stycznia 2011 podczas gali Wrestle Kingdom V, gdzie pokonali Jushina Thunder Ligera i Héctora Garzię w tag team matchu. W rezultacie Sombra otrzymał szansę na walkę o CMLL World Middleweight Championship Ligera, lecz 22 stycznia podczas gali Fantastica Mania 2011 przegrał z mistrzem. W sierpniu 2011 wziął udział w turnieju G1 Climax 2011. Rozpoczął turniej pokonując Wataru Inoue i Strong Mana, lecz przegrał kolejnych siedem pojedynków w turnieju i zajął ósme z dziesięciu miejsc w swoim „bloku”. W styczniu 2012 wrócił do Japonii i wziął udział w kolejnych galach Fantastica Mania 2012. W walce wieczoru drugiej gali nie zdołał zdobyć NWA World Historic Welterweight Championship od Voladora Jr.'a. W kwietniu wziął udział w turnieju New Japan Cup 2012. Po pokonaniu Yoshi-Hashi’ego w pierwszej rundzie, został wyeliminowany w kolejnej przez Hirooki’ego Goto.
W styczniu 2013 wziął udział w trzydniowym Fantastica Mania 2013, gdzie podczas drugiej gali nie zdołał zdobyć IWGP Intercontinental Championship od Shinsuke Nakamury. Dobę później pokonał Dragón Rojo Jr.'a i zdobył NWA World Historic Middleweight Championship. 31 maja 2013 pokonał Nakamurę w rewanżu i zdobył IWGP Intercontinental Championship, stając się pierwszym Meksykaninem zdobywającym ten pas. 20 lipca stracił tytuł z powrotem na rzecz Nakamury. Od 23 listopada do 6 grudnia brał udział w World Tag League 2013, gdzie on i Tetsuya Naito wygrali trzy z sześciu walk i nie przeszli do półfinału. W styczniu 2014 po raz kolejny wziął udział w pięciodniowym Fantastica Mania 2014. W listopadzie wziął udział w World Tag League 2014, lecz on i Tetsuya Naito wygrali cztery z siedmiu walk. Ostatnimi występami dla NJPW było pojawienie się na galach Fantastica Mania 2015, gdzie pokonał Máscarę Doradę w singlowej walce.

### WWE

#### NXT (od 2015)
19 listopada 2015 zostało ogłoszone, że Andrade podpisał kontrakt z WWE i rozpocznie treningi w WWE Performance Center, głównie by podszkolić umiejętności mówienia w języku angielskim; pomagała jej Sarah Stock, trenerka WWE pracująca wcześniej dekadę dla CMLL. Zadebiutował w ringu podczas gali typu house show rozwojowego brandu NXT, gdzie 8 stycznia 2016 wystąpił jako „Manny Andrade” i pokonał Riddicka Mossa. Andrade zawalczył w Dark matchu gali NXT TakeOver: Dallas z 1 kwietnia, w którym pokonał Christophera Girarda.
W kolejnym miesiącu Andrade otrzymał pseudonim ringowy Andrade „Cien” Almas. Zadebiutował w telewizji podczas gali NXT TakeOver: The End z 8 czerwca, gdzie pokonał Tye’a Dillingera. Podczas gali NXT TakeOver: Brooklyn II został pokonany przez debiutującego Bobby’ego Roode’a. 5 października podczas odcinka tygodniówki NXT, tuż po tym jak on i Cedric Alexander przegrali z The Revival w pierwszej rundzie Dusty Rhodes Tag Team Classic, Almas zaatakował Alexandra i tym samym stał się antagonistą. 14 grudnia podczas tygodniówki NXT pokonał No Way Jose i dołączył do czteroosobowej walki wyłaniającej pretendenta do NXT Championship.
Podczas gali NXT TakeOver: San Antonio z 28 stycznia 2017, Almas został pokonany przez Rodericka Stronga. 19 lipca pojawił się z nieznaną kobietą i zaatakował Cezara Bononi’ego. 9 sierpnia podczas odcinka NXT ujawniono, że jego menedżerką jest Zelina Vega. Na gali NXT TakeOver: Brooklyn III pokonał Johnny’ego Gargano. 11 października podczas odcinka NXT ponownie pokonał Gargano i zakończył z nim rywalizację. 1 listopada podpisał kontrakt na walkę z Drewem McIntyre’em o jego NXT Championship podczas gali NXT TakeOver: WarGames; pojedynek wygrał Almas i po raz pierwszy w karierze zdobył NXT Championship. 21 marca 2021 wrestler został zwolniony z WWE.

### AEW
4 czerwca 2021 w Jacksonville na Florydzie Andrade zadebiutował na AEW Dynamite pod pseudonimem Andrade El Idolo.

## Życie prywatne
Od stycznia 2020 roku wrestler jest zaręczony z wrestlerką WWE Charlotte Flair. 

## Mistrzostwa i osiągnięcia
- Consejo Mundial de Lucha Libre
  - CMLL Universal Championship (2011)[29]
  - CMLL World Tag Team Championship (1 raz) – z Voladorem Jr.'em[12]
  - CMLL World Trios Championship (1 raz) – z Máscarą Doradą i La Máscarą[17]
  - Mexican National Trios Championship (1 raz) – z El Sagrado i Voladorem Jr.'em[10]
  - NWA World Welterweight Championship (1 raz)[10]
  - NWA World Historic Middleweight Championship (1 raz)[70]
  - NWA World Historic Welterweight Championship (2 razy)[26]
  - La Copa Junior (2012)[31]
  - Cuadrangular de Parejas (2014) – z Omarem Brunettim[100]
  - Reyes del Aire (2013, 2015)[32][33][48]
  - Torneo Corona – z Metalikem[101]
  - Torneo Gran Alternativa (2007) – z Místico[11]
  - Torneo Nacional de Parejas Increibles (2013) – z Voladorem Jr.'em[36]
  - CMLL Bodybuilding Contest (2012)[102]
  - CMLL Tag Team of the Year (2009) – z Voladorem Jr.'em[103]
  - CMLL Technico of the Year (2010)[21]
  - CMLL Trio of the Year (2010) – z Máscarą Doradą i La Máscarą[21]

- Lucha Libre Azteca
  - LLA Azteca Championship (1 raz)[27]

- New Japan Pro-Wrestling
  - IWGP Intercontinental Championship (1 raz)[72]

- Pro Wrestling Illustrated
  - PWI umieściło go na 52. miejscu w top 500 wrestlerów rankingu PWI 500 w 2013[104]

- WWE NXT
  - NXT Championship (1 raz, obecny)[96]

- Wrestling Observer Newsletter
  - 5 Star Match (2018) vs. Johnny Gargano z dnia 27 stycznia

### Rekordy Luchas de Apuestas
| Zwycięzca             | Przegrany           | Miejsce                        | Gala                         | Data             | Notka  |
| --------------------- | ------------------- | ------------------------------ | ---------------------------- | ---------------- | ------ |
| Brillante Jr. (maska) | Zafiro (włosy)      | Gómez Palacio, Durango, Meksyk | Live event                   | 2006             | [ 9 ]  |
| Brillante Jr. (maska) | Camorra (maska)     | Torreón, Coahuila, Meksyk      | Live event                   | 7 września 2006  | [ 9 ]  |
| La Sombra (maska)     | El Felino (maska)   | Meksyk, Meksyk                 | 2010 Homenaje a Dos Leyendas | 19 marca 2010    | [ 16 ] |
| La Sombra (maska)     | Olímpico (maska)    | Meksyk, Meksyk                 | CMLL 77th Anniversary Show   | 3 września 2010  | [ 25 ] |
| La Sombra (maska)     | Volador Jr. (maska) | Meksyk, Meksyk                 | CMLL 80th Anniversary Show   | 13 września 2013 | [ 38 ] |
| Atlantis (maska)      | La Sombra (maska)   | Meksyk, Meksyk                 | CMLL 82nd Anniversary Show   | 18 września 2015 | [ 1 ]  |